# Badr Abdel Moghny
Badr Abdel Moghny is een lokale kunstenaar uit Farafra, Egypte. Moghny staat vooral bekend om zijn zandsculpturen.

## Leven en werk
Badr Abdel Moghny werd geboren in 1958, midden in Farafra, een van de Westelijke Oases. Hij groeide op in een bedoeïenenfamilie, midden in de woestijn, en leerde zichzelf daar het omgaan met spullen uit de omgeving aan. Als tiener ontwikkelde Moghny een manier om gesedimenteerde zandkorrels te bewerken. Hierbij maakt hij alleen gebruik van natuurlijke producten en middelen. De zandstenen hebben vaak van nature al eigen, aparte kleuren, en Moghny maakt hier op een zo creatief mogelijke wijze gebruik van. Een goed voorbeeld hiervan is bijvoorbeeld een beeld van een vrouw met een hoofddoek. De hoofddoek is hierin donkerder dan het gelaat.
Behalve beeldhouwkunst ontwikkelt Badr Abdel Moghny ook veel olie- en zandschilderijen van bewoners van de woestijn en woestijnstadjes, waarin sommigen de invloeden van kunstenaars als Salvador Dalí en Pablo Picasso menen te herkennen. De werken zijn over het algemeen vrij ongedetailleerd geschilderd en kenmerken zich door de zachte kleuren en lijnen.
Moghny heeft in de loop der jaren met succes exposities gedaan in Frankrijk, Duitsland, Groot-Brittannië en Caïro.

## Badrs Museum en zijn invloeden in Farafra
Badr Abdel Moghny is een tegenstander van de Westers georiënteerde nieuwbouw in Egypte, en probeert er eigenhandig voor te zorgen dat zijn geboortedorp haar authentieke uitstraling behoudt. Dat deed hij vroeger vooral door de huizen van zijn dorpsgenoten te voorzien van een zogenaamde hadr, afbeeldingen van leeuwen of adelaars. Helaas zijn de meeste van deze afbeeldingen door corrosie verdwenen.
Moghny ontwierp zijn eigen huis. Dit deed hij aan de hand van oude tradities en zijn eigen kunstuitingen. Het gebouw werd gemaakt met een combinatie van modder en de ontlasting van kamelen en ezels, zoals dat in de woestijn al eeuwenlang gedaan wordt. Het ontwerp was in de stijl van kastelen, zogenaamde qasrs. De wanden van het gebouw zijn versierd met afbeeldingen van kamelen, palmbomen en nomaden. Opvallend is het feit dat de deuren en sloten van ruw hout zijn gemaakt. Behalve als woonhuis gebruikt Moghny zijn qasr als galerie en als museum (Badrs Museum). In het gebouw zijn tientallen kunstwerken van de artiest te bewonderen en krijgen toeristen uitleg van Badr zelf over de door hem gebruikte technieken. Dit museum heeft een winkel.